# Donkamadu, Muddebihal
Donkamadu là một làng thuộc tehsil Muddebihal, huyện Bijapur, bang Karnataka, Ấn Độ.